# Маршал, Джон, граф Уорик
Джон IV Маршал (англ. John Marshal; умер в октябре 1242) — английский аристократ, маршал Ирландии в 1235—1236 годах, граф Уорик (по праву жены) с июня 1242 года, старший сын Джона III Маршала и Алисы де Ри. Происходил из побочной ветви англо-нормандского рода Маршалов. Джон унаследовал после смерти отца его владения и должность маршала Ирландии. Благодаря браку после смерти брата жены в октябре 1242 года титул графа Уорика, но вскоре умер, не оставив детей.

## Происхождение
Джон происходил из побочной линии англо-нормандского рода Маршалов, родоначальником которого был Гилберт Маршал, главный маршал королевского двора Генриха I Боклерка. Самым известным представителем рода был Уильям Маршал, 1-й граф Пембрук, который прославился многочисленными победами на рыцарских турнирах. Он верно служил нескольким королям Англии, в награду за это он получил руку богатой английской наследницы и титул графа Пембрука. Старшим братом Уильяма был Джон II Маршал, сенешаль будущего короля Иоанна Безземельного (в бытность того графом Мортоном), который погиб во время мятежа графа Мортона против короля Ричарда I Львиное Сердце.
У Джона II остался незаконнорожденный сын Джон III Маршал, который выдвинулся благодаря поддержке дяди, Уильяма Маршала, и благосклонности короля Иоанна. Сохранив верность королю в Первой баронской войне, он получил немало пожалований. Также Джон III женился на Алисе де Ри, дочери и наследнице Хьюберта IV де Ри из Хингэма (Хокеринг) в Восточной Англии.

## Биография
Джон IV был старшим из сыновей Джона III. Он родился после 1200 года. Как и отец Джон не принимал участия в провальном восстании 1234—1235 годов своего родственника, Ричарда Маршала, 3-го графа Пембрука. В 1235 году умер его отец, и 27 июня того же года Джон, ставший наследником его владений и должности маршала Ирландии, принёс королю оммаж за поместье Хэзелбери в Сомерсете. При этом баронию Хингэма (Хокеринг) до своей смерти продолжала удерживать его мать, Алиса де Ри. 28 ноября 1236 года король Генрих III предоставил Джону хартию, в которой говорилось о том, что его младший брат Уильям может занять его место на должности маршала Ирландии.
Не позднее 1242 года Джон женился на Маргарите де Бомон, дочери Генриха де Бомона, 5-го графа Уорика. После того как в июне 1242 года умер её брат Томас де Бомон, 6-й граф Уорик, он получил по праву жены титул графа Уорика. Однако вскоре, между 3 и 23 октябрём 1242 года он умер. Детей он не оставил, поэтому наследником его владений стал младший брат Уильям.
Вдова Джона, Маргарита, вскоре после его смерти была выдана замуж за Джон де Плесси, получившего и титул графа Уорика. Она умерла в 1253 году.

## Брак
Жена: не позднее 1242 года Маргарита де Бомон (умерла 3 июня 1253), 7-я графиня Уорик с 1242, дочь Генриха де Бомона, 5-го графа Уорика, и Филиппы Бассет. Детей от брака не было.